# فرانك نيجل هبر
فرانك نيجل هبر (1929-2013) (بالإنجليزية: Frank Nigel Hepper)‏ هو عالم نبات بريطاني.